# Irina Podyalovskaya
Irina Podyalovskaya, née le 9 octobre 1959 et morte le 13 août 2024, est une athlète russe spécialiste des courses de demi-fond.
Elle co-détient depuis le 5 août 1984 le record du monde du relais 4 × 800 mètres avec Nadezhda Olizarenko, Lyubov Gurina, et Lyudmila Borisova.